# Trade-off
Trade-off e tradeoff são termos da língua inglesa que definem uma situação em que há conflito de escolha. Ele se caracteriza em uma ação econômica que visa à resolução de problema mas acarreta outro, obrigando uma escolha. Ocorre quando se abre mão de algum bem ou serviço distinto para se obter outro bem ou serviço distinto.

## Conceito
Trade-off pode ser traduzido livremente como "relação de compromisso" (o que pode ser considerado um anglicismo) ou "perde-e-ganha".
O termo refere-se, geralmente, a perder uma qualidade ou aspecto de algo, ganhando em troca outra qualidade ou aspecto. Isso implica que a tomada de uma decisão requer completa compreensão tanto do lado bom, quanto do lado ruim de uma escolha em particular.
Um bom exemplo de trade-offs é o caso do jogo de damas. Um jogador pode deixar o adversário "comer" uma peça do seu jogo. Contudo esta atitude permitirá que o jogador obtenha três peças do oponente na próxima jogada. Isto é, para conseguir um bom resultado, ele precisou abrir mão de uma peça.
Um outro exemplo faz referência ao jogo de xadrez, em que jogadores de nível um pouco mais avançado criam, na abertura de uma partida, um gambito − espécie de perda material (geralmente peões) − a fim de garantir qualidade, desenvolvimento, harmonia e maior mobilidade entre as peças tendo como conseqüência um bom desempenho de jogo em troca de um ou mais peões perdidos.
Com isso, pode-se entender os trade-offs como medidas estratégicas, de retorno não imediato, mas que trazem resultados compensadores ao longo do tempo.
Trade-off estratégico é a decisão de longo prazo que a empresa deve adotar. Por exemplo, vender produtos caros, sabendo que o concorrente de menor preço terá maior fatia de mercado. O trade-off, neste caso, é perder os clientes que buscam menor preço (ou seja, reduzir sua participação no mercado) em troca de maior rentabilidade.
No setor público, trade-offs aparecem nas escolhas no desenho de políticas públicas ou nas operações logísticas a elas associadas (como na merenda escolar, distribuição de medicamentos ou nos serviços postais).

## Exemplos
- O trade-off clássico, apresentado pelo economista Paul Samuelson, refere-se à decisão de uma economia entre produzir canhões ou manteiga.[3][4]Quanto mais se gasta em armas (defesa nacional), menos se pode gastar em manteiga (bens de consumo). No entanto, existe a necessidade de se gastar com armas para proteger a produção de manteiga.[5]
- O tradeoff entre a alta produção e a preservação do meio-ambiente.
- Trade-off em políticas públicas: cobertura versus qualidade. É o que acontece na educação pública do Estado de São Paulo, por exemplo: a cobertura (número de crianças atendidas) aumentou significativamente mas, em troca, a qualidade do ensino caiu porque os governos estaduais não acompanharam a ampliação com aumento do custeio per capita.
- Na logística, em muitas situações ocorre um trade-off ilusório, com a suposição automática de que a melhoria da qualidade aumenta os custos,   mas a melhoria da qualidade pode significar redução de custos, pela queda do número de erros e retrabalho.